# Chamaesyce
Genre
Classification phylogénétique
Chamaesyce est un genre de plantes à fleurs de la famille des Euphorbiaceae. Le taxon est aussi considéré comme un sous-genre du genre Euphorbia.

## Liste d'espèces
Selon ITIS :
- Chamaesyce deltoidea ssp. deltoidea var. adhaerens (Small) Burch
- Chamaesyce deltoidea ssp. deltoidea var. deltoidea (Engelm. ex Chapman) Small
- Chamaesyce fendleri var. fendleri (Torr. & Gray) Small
- Chamaesyce polycarpa var. polycarpa (Benth.) Millsp. ex Parish
- Chamaesyce abramsiana (L.C. Wheeler) Koutnik
- Chamaesyce acuta (Engelm.) Millsp.
- Chamaesyce adenoptera (Bertol.) Small
- Chamaesyce albomarginata (Torr. & Gray) Small
- Chamaesyce angusta (Engelm.) Small
- Chamaesyce arizonica (Engelm.) Arthur
- Chamaesyce arnottiana (Endl.) O.et I. Deg.
- Chamaesyce articulata (Aubl.) Britt.
- Chamaesyce astyla (Engelm. ex Boiss.) Millsp.
- Chamaesyce atrococca (Heller) Croizat & Deg.
- Chamaesyce berteriana (Balbis ex Spreng.) Millsp.
- Chamaesyce blodgettii (Engelm. ex A.S. Hitchc.) Small
- Chamaesyce bombensis (Jacq.) Dugand
- Chamaesyce capitellata (Engelm.) Millsp.
- Chamaesyce carunculata (Waterfall) Shinners
- Chamaesyce celastroides (Boiss.) Croizat & Deg.
- Chamaesyce chaetocalyx (Boiss.) Woot. & Standl.
- Chamaesyce cinerascens (Engelm.) Small
- Chamaesyce clusiifolia (Hook. & Arn.) Arthur
- Chamaesyce conferta Small
- Chamaesyce cordifolia (Ell.) Small
- Chamaesyce cowellii Millsp. ex Britt.
- Chamaesyce cumulicola Small
- Chamaesyce degeneri (Sherff) Croizat & Deg.
- Chamaesyce deltoidea (Engelm. ex Chapman) Small
- Chamaesyce deppeana (Boiss.) Millsp.
- Chamaesyce dioica (Kunth) Millsp.
- Chamaesyce eleanoriae D.H. Lorence & W.L. Wagner
- Chamaesyce fendleri (Torr. & Gray) Small
- Chamaesyce florida (Engelm.) Millsp.
- Chamaesyce garberi (Engelm. ex Chapman) Small
- Chamaesyce geyeri (Engelm.) Small
- Chamaesyce glyptosperma (Engelm.) Small
- Chamaesyce golondrina (L.C. Wheeler) Shinners
- Chamaesyce gracillima (S. Wats.) Millsp.
- Chamaesyce halemanui (Sherff) Croizat & Deg.
- Chamaesyce herbstii W.L. Wagner
- Chamaesyce hirta (L.) Millsp.
- Chamaesyce hooveri (L.C. Wheeler) Koutnik
- Chamaesyce humistrata (Engelm.) Small
- Chamaesyce hypericifolia (L.) Millsp.
- Chamaesyce hyssopifolia (L.) Small
- Chamaesyce jejuna (M.C. Johnston & Warnock) Shinners
- Chamaesyce × keyensis Small
- Chamaesyce kuwaleana (O. Deg. & Sherff) O.et I. Deg.
- Chamaesyce laredana (Millsp.) Small
- Chamaesyce lasiocarpa (Klotzsch) Arthur
- Chamaesyce lata (Engelm.) Small
- Chamaesyce maculata (L.) Small
- Chamaesyce melanadenia (Torr.) Millsp.
- Chamaesyce mendezii (Boiss.) Millsp.
- Chamaesyce mesembrianthemifolia (Jacq.) Dugand
- Chamaesyce micromera (Boiss. ex Engelm.) Woot. & Standl.
- Chamaesyce missurica (Raf.) Shinners
- Chamaesyce multiformis (Hook. & Arn.) Croizat & Deg.
- Chamaesyce nutans (Lag.) Small
- Chamaesyce ocellata (Dur. & Hilg.) Millsp.
- Chamaesyce olowaluana (Sherff) Croizat & Deg.
- Chamaesyce ophthalmica (Pers.) Burch
- Chamaesyce orbifolia Alain
- Chamaesyce parishii (Greene) Millsp. ex Parish
- Chamaesyce parryi (Engelm.) Rydb.
- Chamaesyce pediculifera (Engelm.) Rose & Standl.
- Chamaesyce perennans Shinners
- Chamaesyce platysperma (Engelm. ex S. Wats.) Shinners
- Chamaesyce polycarpa (Benth.) Millsp. ex Parish
- Chamaesyce polygonifolia (L.) Small
- Chamaesyce porteriana Small
- Chamaesyce prostrata (Ait.) Small
- Chamaesyce remyi (Gray ex Boiss.) Croizat & Deg.
- Chamaesyce revoluta (Engelm.) Small
- Chamaesyce rockii (Forbes) Croizat & Deg.
- Chamaesyce serpens (Kunth) Small
- Chamaesyce serpyllifolia (Pers.) Small
- Chamaesyce serrula (Engelm.) Woot. & Standl.
- Chamaesyce setiloba (Engelm. ex Torr.) Millsp. ex Parish
- Chamaesyce simulans (L.C. Wheeler) Mayfield
- Chamaesyce skottsbergii (Sherff) Croizat & Deg.
- Chamaesyce sparsiflora (Heller) Koutnik
- Chamaesyce stictospora (Engelm.) Small
- Chamaesyce theriaca (L.C. Wheeler) Shinners
- Chamaesyce thymifolia (L.) Millsp.
- Chamaesyce torralbasii (Urban) Millsp.
- Chamaesyce trachysperma (Engelm.) Millsp.
- Chamaesyce turpinii (Boiss.) Millsp.
- Chamaesyce vallis-mortae Millsp.
- Chamaesyce velleriflora (Klotzsch & Garcke) Millsp.
- Chamaesyce vermiculata (Raf.) House
- Chamaesyce villifera (Scheele) Small